# Medalla Clarke

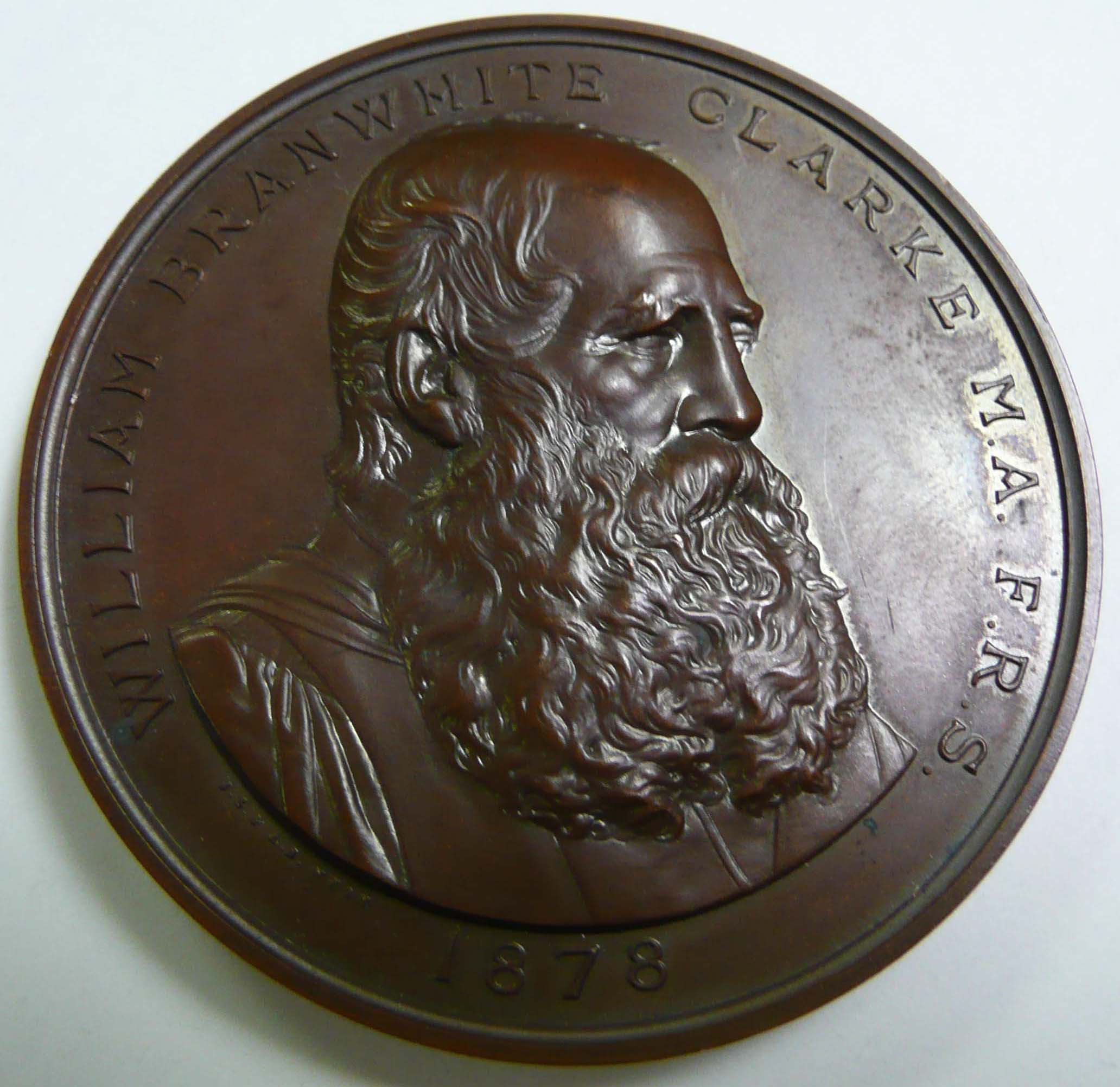
Reverso de la medalla Clarke.

La medalla Clarke es otorgada por la Royal Society of New South Wales (Australia) para distinguir trabajos en las Ciencias Naturales.
Fue nombrada en honor del Reverendo William Branwhite Clarke, uno de los fundadores de la Sociedad. La medalla "recompensa las meritorias contribuciones a la Geología, Mineralogía e Historia Natural de Australasia, y está abierta a sujetos de la ciencia, tanto residentes en Australasia o no". 
En la actualidad se otorga anualmente para cada una de las disciplinas: Geología, Botánica, Zoología) hecha en la Comunidad Australiana y sus territorios. Cada disciplina es considerada cada tres años.

## Laureados
Fuente: Royal Society of New Wales
- 1878: Richard Owen (Zoología)
- 1879: George Bentham (Botánica)
- 1880: Thomas Huxley (Paleontología)
- 1881: Frederick McCoy (Pal.)
- 1882: James Dwight Dana (Geol.)
- 1883: Ferdinand von Mueller (Bot.)
- 1884: Alfred Richard Cecil Selwyn (Geol.)
- 1885: Joseph Dalton Hooker (Bot.)
- 1886: Laurent-Guillaume de Koninck (Pal.)
- 1887: Sir James Hector (Geol.)
- 1888: Julian Tenison Woods (Geol.)
- 1889: Robert L. J. Ellery (Astronomía)
- 1890: George Bennett (Zool.)
- 1891: Frederick Wollaston Hutton (Geol.)
- 1892: William Turner Thiselton-Dyer (Bot.)
- 1893: Ralph Tate (Bot. y Geol.)
- 1895: Joint Award: Robert Logan Jack (Geol.) & Robert Etheridge, Jr. (Pal.)
- 1896: Augustus Gregory (Exploración)
- 1900: John Murray (Oceanografía)
- 1901: Edward John Eyre (Exp.)
- 1902: Frederick Manson Bailey (Bot.)
- 1903: Alfred William Howitt (Antropología)
- 1907: Walter Howchin (Geol.)
- 1909: Walter Roth (Antr.)
- 1912: William Harper Twelvetrees (Geol.)
- 1914: Arthur Smith Woodward (Pal.)
- 1915: William Aitcheson Haswell (Zool.)
- 1917: Edgeworth David (Zool.)
- 1918: Leonard Rodway (Botán.)
- 1920: Joseph Edmund Carne (Geol.)
- 1921: Joseph James Fletcher (Biol.)
- 1922: Richard Thomas Baker (Bot.)
- 1923: Walter Baldwin Spencer (Antr.)
- 1924: Joseph Maiden (Bot.)
- 1925: Charles Hedley (Biol.)
- 1927: Andrew Gibb Maitland (Geol.)
- 1928: Ernest Clayton Andrews (Geol.)
- 1929: Ernest Willington Skeats (Geol.)
- 1930: Leonard Keith Ward (Geol.)
- 1931: Robert John Tillyard (Entomolog.)
- 1932: Frederick Chapman (Pal.)
- 1933: Walter George Woolnough (Geol.)
- 1934: Edward Sydney Simpson (Mineralog.)
- 1935: G. W. Card (Geol.)
- 1936: Douglas Mawson (Geol.)
- 1937: John Thomas Jutson (Geol.)
- 1938: Henry Caselli Richards (Geol.)
- 1939: Carl Süssmilch (Geol.)
- 1941: Frederic Wood Jones (Zool.)
- 1942: William Rowan Browne (Geol.)
- 1943: Walter Lawry Waterhouse (Bot.)
- 1944: Wilfred Eade Agar (Zool.)
- 1945: William Noel Benson (Geol.)
- 1946: John McConnell Black (Botán.)
- 1947: Hubert Lyman Clark (Zool.)
- 1948: Arthur Bache Walkom (Paleobotán.)
- 1949: Herman Rupp (Bot.)
- 1950: Ian Murray Mackerras (Zool.)
- 1951: Frank Leslie Stillwell (Geol.)
- 1952: Joseph Garnett Wood (Bot.)
- 1953: Alexander John Nicholson (Entomolog.)
- 1954: Edward de Courcy Clarke (Geol.)
- 1955: Rutherford Ness Robertson (Bot.)
- 1956: Oscar Werner Tiegs (Zool.)
- 1957: Irene Crespin (Geol.)
- 1958: Theodore G. B. Osborn (Bot.)
- 1959: Tom Iredale (Zool.)
- 1960: Austin Burton Edwards (Geol.)
- 1961: Charles Austin Gardner (Bot.)
- 1962: Horace Waring (Zool.)
- 1963: G. A. Joplin (Geol.)
- 1964: Joyce Winifred Vickery (Bot.)
- 1965: M. J. Mackerras (Zool.)
- 1966: D. Hill (Geol.)
- 1967: S. Smith White (Botan.)
- 1968: H. G. Andrewartha (Zool.)
- 1969: S. W. Carey (Geol.)
- 1970: Gilbert Percy Whitley (Zool.)
- 1971: Nancy Tyson Burbidge (Bot.)
- 1972: H. King (Geol.)
- 1973: Marshall Hatch (Bot.)
- 1974: C. H. Tyndale-Biscoe
- 1975: J. N. Jennings (Geograf.)
- 1976: Lilian R. Fraser
- 1977: A. Trendall (Geol.)
- 1978: D. T. Anderson
- 1979: Lawrence Alexander Sidney Johnson
- 1981: W. Stephenson
- 1982: N. C. W. Beadle
- 1983: K. A. W. Crook (Geol.)
- 1984: Michael Archer (Pal.)
- 1985: H. B. S. Womersley
- 1986: David J. Groves (Geol.)
- 1987: Anthony James Underwood
- 1988: Barry Garth Rolfe
- 1989: John Roberts (Geol.)
- 1990: Barrie Gillen Molyneux Jamieson (Zool.)
- 1991: Shirley Winifred Jeffrey (Biol./Bot.)
- 1992: Alfred Edward Ringwood (Geol.)
- 1993: Gordon C. Grigg (Zool.)
- 1994: compartido: Craig Anthony Atkins & Barbara Gillian Briggs (Botán.)
- 1995: Christopher McAuley Powell (Geol.)
- 1996: Klaus Rohde (Zool.)
- 1997: Charles Barry Osmond (Botán.)
- 1998: Richard Limón Stanton (Geol.)
- 1999: Richard Shine (Zool.)
- 2000: Sarah Elizabeth Smith (Agricultura)
- 2001: Gordon H. Packham (Geol.)
- 2002: Robert Hill (Bot.)
- 2003: Lesley Joy Rogers (Zool.)
- 2004: Ian Plimer (Geol.)
- 2005: Mark Westoby (Bot.)
- 2006: Anthony Hulbert (Zool.)
- 2007: Suzanne O'Reilly (Geol.)
- 2008: Bradley Potts (Botán.)
- 2009: Winston F. Ponder (Zool.)
- 2010: Kenton Campbell (Geol.)
- 2011: Byron Lamont (Bot.)
- 2012: Marilyn Renfree (Zool.)
- 2013: William Griffin (Geol.)
- 2014: Robert F. Park[2] (Bot.)
- 2015: Christopher Dickman (Zool.)[3]
- 2016: Simon P. Turner (Geol.)
- 2017: David Keith (Bot.)
- 2018: Emma Johnston (Zool.)
- 2019: Dietmar Müller (Geol.)
- 2020: Michelle Leishman (Bot.)[4]